# Gordonia Ma'apilim
Gordonia Ma'apilim war vor dem Zweiten Weltkrieg eine zionistische Fischereischule in Gdingen. In ihr wurden von 1936 bis 1939 Jugendliche für die Auswanderung (Alija Bet) ins Mandatsgebiet Palästina vorbereitet (Hachschara).

## Schule
Auf Initiative von zionistischen Kreisen (Zebulun, Gordonia u. a.) bezog die Seemannsschule 1937 in Gdingen die Villa Zgoda, in der junge Zionisten untergebracht und unterrichtet werden konnten. Zuvor hatte schon seit 1934 eine maritime Hachschara in Gdingen stattgefunden. Die Schüler wurden für die Hochseefischerei, den Seemannsberuf, die Fischverarbeitung und in palästinaspezifischen Kenntnissen ausgebildet und so für die Auswanderung vorbereitet.
Zum Leiter der Schule wurde der deutsche Kapitän Gustav Pietsch ernannt. Man hatte keinen polnischen Bewerber für die Position finden können und der NS-Gegner Pietsch verfügte nicht nur über eine ausgezeichnete seemännische und pädagogische Eignung, sondern auch über gute Beziehungen zur Hafenbehörde in der Freien Stadt Danzig. Die organisatorische Leitung der Schule lag beim Ingenieur Leon Komorowski. Die Schüler stammten überwiegend aus Łódź and Będzin. Der erste Kurs begann im Mai 1936 und zwei Lehrgänge konnten erfolgreich abgeschlossen werden. Deren Absolventen gelangten auf überwiegend offiziellen Wegen nach Palästina. Da Pietsch im Dezember 1938 verfolgungsbedingt selbst nach Palästina auswanderte und die Juden in Gdingen umgesiedelt wurden, verzögerte sich der Abschluss des dritten Kurses bis zum Ausbruch des Zweiten Weltkrieges.

## Palästina
1937 wurde Pietsch von der Gordonia auf Einladung der Jewish Agency for Israel (Sochnut) nach Palästina entsandt, wo er die Möglichkeiten für den Aufbau zionistischer Fischersiedlungen untersuchte. Er empfahl in seinem Report an die Agency die Standorte Atlit, Caesarea und Abu-Zwora (heute Mikhmoret) für den Aufbau der Fischerei.
Pietsch und viele Schüler beteiligten sich am Aufbau des Kibbuz Neve Yam bei Atlit.